# Močerady
Močerady település Csehországban, a Domažlicei járásban. Močerady Hlohovčice, Srbice, Koloveč, Osvračín és Hlohová településekkel határos. Lakosainak száma 73 fő (2024. január 1.).

## Népesség
A település lakosságának változását az alábbi diagram mutatja:
| Lakosok száma | 219  | 258  | 337  | 188  | 114  | 80   | 63   | 61   | 60   | 73   |
|               | 1869 | 1890 | 1921 | 1950 | 1980 | 2001 | 2017 | 2019 | 2022 | 2024 |